# Підканцлер литовський
Підканцлер литовський (до 1569 р. — підканцлер; пол. Podkanclerzy litewski) — посадова особа Великого князівства литовського і Речі Посполитої, заступник великого канцлера. З 1569 року входив до складу сенату Речі Посполитої, раніше — до складу Ради Великого князівства Литовського.
Посада була створена 1566 року, проте відомо, що ще 1446 року, за великого князя Свидригайла існувала посада підканцлера, яку займав Борис Глинський. Запровадження посади пов'язане зі збільшенням документообігу в державі, а також для того, щоб хтось з керівників канцелярії міг бути присутнім у столиці для затвердження державних документів, а хтось міг супроводжувати великого князя.
Повноваження підканцлера були подібними до повноважень великого канцлера, він був його заступником, але не підлеглим. Як і канцлер, підканцлер займався справами канцелярії, вирішував внутрішньодержавні та закордонні питання, керував роботою писарів і секретарів, а також, був хранителем малої державної печатки. За розпорядженням великого князя литовського підканцлер видавав державні документи зі своїм підписом і малою державною печаткою.
На посаду підканцера призначалися переважно представники вищої знаті, які могли поєднувати з нею й інші посади. Кандидат на зайняття посади мав бути добре освіченим і володіти практичними навичками діловодства. Підканцер був хранителем державних актів — Метрики Великого князівства Литовського, яка містила документи, що проходили через його канцелярію.

## Список підканцлерів литовських[2]
- Остафій Богданович Волович (1566–1579)
- Христофор Перун Радзивілл (1579—1584)
- Лев Сапіга (1585—1589)
- Ґабріель Война (1589–1615)
- Явстах Волович (1615–1618)
- Ієронім Волович (1618–1619)
- Альбрехт-Станіслав Радзивілл (1619–1623)
- Павел Стефан Сапіга (1623–1635)
- Стефан Пац (1635–1640)
- Марціян Тризна (1641–1643)
- Казимир Лев Сапіга (1645–1656)
- Кшиштоф Зиґмунт Пац (1656–1658)
- Александр Кшиштоф Нарушевич (1658–1668)
- Міхал Казимир Радзивілл (1668–1680)
- Домінік Миколай Радзивілл (1681–1690)
- Кароль Станіслав Радзивілл (1690–1699)
- Станіслав Антоній Щука (1699–1710)
- Казимир Чорторийський (1712–1724)
- Міхал Фридерик Чарторийський (1724–1752)
- Міхал Антоній Сапіга (1752–1760)
- Антоній Тадеуш Пшездзецький (1764–1772)
- Йоахим Хрептович (1773–1793)
- Казимир Константин Плятер (1793–1795)